# Kim Are Killingberg
Kim Are Killingberg, né le 18 septembre 1986 à Trondheim, est un joueur professionnel de squash représentant la Norvège. Il atteint en février 2013 la 160e place mondiale sur le circuit international, son meilleur classement.
Il est champion de Norvège à 4 reprises entre 2010 et 2013.

## Biographie
Il commence le squash à l'âge de 16 ans au club de squash Nidaros dans sa ville natale de Trondheim en prenant avec sa mère des leçons avec l'entraîneur de squash local.
Après une année, il participe à son  premier tournoi national où il bat deux des meilleurs juniors de l'équipe nationale. Ces résultats attirent l'attention de l'entraîneur de l'équipe nationale, et il est rapidement invité à s'entraîner et à jouer avec l'équipe nationale junior. Il devient rapidement no 1 junior norvégien même s'il ne remporte pas le titre de champion, étant blessé la veille de l'événement.
Son service militaire obligatoire marque un coup d'arrêt dans sa progression, ne pouvant jouer pendant dix mois mais ensuite, il poursuit ses études à Stavanger, progressant rapidement car la majorité de l'équipe nationale y est basée. Il représente la Norvège aux championnats d'Europe par équipes en 2009 et participe au tournoi de qualification du championnat du monde 2011
En 2009, il déménage à Amsterdam pour développer davantage son jeu et le combiner avec des études de physiothérapie. Il rejoint le circuit PSA en juin 2010 et son classement grimpe jusqu'à la 160e place dans le monde grâce à sa participation à un grand nombre de tournois.
Après avoir joué à plein temps en 2013, ses sponsors financiers se retirent le laissant dans le pétrin. Il fonde alors sa  propre société de physiothérapie.

## Palmarès

### Titres
- Championnats de Norvège: 4 titres (2010-2013)